# Непентес Леонардо
Непентес Леонардо (лат. Nepenthes leonardoi) — хищное тропическое растение, вид рода Непентес.

## Ареал
Эндемик филиппинского острова Палаван. Произрастает на высоте свыше 1300 м над уровнем моря. Его типичная среда произрастания —  горный лес и высокогорный кустарник.

## Классификация
Вид был обнаружен в тропических лесах Палавана 18 ноября 2010 года экспедицией в составе Greg Bourke, Jehson Cervancia, Mark Jaunzems и Stewart McPherson. В начале означался как Nepenthes sp. Palawan. В марте 2011 года был описан как Nepenthes leonardoi в честь Леонардо Ко, филиппинского учёного, погибшего в лесах Лейте, по официальной версии, при перекрёстном огне армии и повстанцев. Инцидент случился за несколько дней до открытия растения.

## Описание вида
Непентус Леонардо — вьющееся растение. Стебель неразветвлённый, достигает длины до 4 м, цилиндрический, в диаметре от 1,5 до 2,8 см. Междоузлия обычно имеют длину 1,5-18 см. Растения, находящиеся в тени густой растительности, обычно имеют более длинные междоузлия по сравнению с теми, которые растут на более открытых участках, хотя последние в среднем имеют более крупные кувшины и соцветия.
Листья обычно черешковые, кожистые. У взрослых растений листовая пластинка узкая и продолговатая, длина 15-50 см и ширина 6-10 см. Усики могут быть очень длинными, иногда достигающие 130 см и более. Розетка и нижние кувшинчики имеют различную форму, они обычно полностью яйцевидные или кувшинчатые, реже могут быть шаровидными. Они могут достигать размера до 15 см в высоту и 6 см в ширину. Верхние кувшины имеют обычно воронкообразную форму. Они значительно крупнее наземных, достигая 24 см в высоту и 6 см в ширину.
Цвет растения разнообразен. Пластинки и черешки часто полностью зеленые, если растут в затенённых условиях, и от красного до фиолетового цвета у растений, растущих на солнечном месте. У некоторых экземпляров нижняя сторона пластинки и стебля может быть от красного до фиолетового. Внешняя поверхность нижних кувшинчиков чаще всего оранжевая или красная, часто с фиолетовыми пятнами. Цвет верхних кувшинов может меняться от желтовато-зелёного на одной стороне до бордового на другой. У некоторых растений встречаются тёмно-фиолетовые, практически чёрные кувшинчики.